# Ursicino (militar romano)
Ursicino (en latín, Ursicinus) (fl. 349 – 360) fue un militar romano oriental que ocupó importantes cargos militares durante su vida tanto en el ejército oriental como en el occidental.

## Carrera militar
Comenzó sus años de servicio durante el gobierno de Constantino I y parece que alcanzó el cargo de Dux Pannoniae primae et Norici ripensis quien comandaba las tropas fronterizas (limitanei) en el alto Danubio. Cuando, tras morir el emperador en 337, el ejército se dividió entre sus hijos pasó a formar parte del que correspondió a Constancio II quién gobernó la parte oriental del Imperio. En 349 fue elevado al cargo de magister equitum en el ejército oriental y estableció su cuartel en Nísibis, cerca de la frontera con el Imperio persa.
En el año 350 se produjo la usurpación de Magnencio en la Galia y estalló una guerra civil entre él y Constancio II. Antes de trasladarse a Occidente con el ejército, el emperador  nombró césar de las provincias orientales a Constancio Galo y por ello Ursicino quedó, entonces, bajo su autoridad. Durante este periodo suprimió, con éxito, una rebelión de los judíos y presidió en Antioquía una investigación en busca de traidores.
Las acciones de Galo y su esposa acabaron por despertar sospechas en la corte de Constancio II —que se encontraba, entonces, en Milán— de que aquellos pretendiesen rebelarse. Arbicio y Eusebio convencieron al emperador de que Ursicino podría estar en connivencia con ellos y aquel lo sustituyó por Próspero en 354 y lo llamó a su presencia.
En el siguiente año 355 le llegó la oportunidad de volver a ganar el favor del emperador cuando el 11 de agosto las tropas del Rin proclamaron emperador a Claudio Silvano. El consistorium aconsejó al emperador que enviase a Ursicino con la misión de pedir a Silvano que viniese a la corte o —si se negaba— acabar con él. Ursicino partió con un grupo de oficiales —entre los que se encontraba Amiano Marcelino— y consiguió acabar con el usurpador. Su éxito le valió el nombramiento como magister equitum per Gallias puesto en el que fue sustituido al año siguiente por Marcelo quedando él como segundo al mando. Ambos se pusieron a las órdenes de Juliano cuando este fue nombrado cesar en Occidente y participaron junto a él, durante el verano y otoño de 356, en la reconquista de varias ciudades junto al Rin que habían sido tomadas por francos y alamanes. La relación entre el césar y sus generales, sin embargo, no fue buena y llevó a que estos no enviasen tropas para ayudarle cuando fue sitiado en Sens por los francos durante el invierno. Constancio II llamó a la corte a Marcelo y Ursicino para investigar lo sucedido con la consecuencia de que el primero fue expulsado del ejército y sustituido por Severo.
En 357 fue enviado de vuelta a Oriente y retomó el cargo de magister equitum que había ostentado anteriormente. Dos años más tarde —en 359— las intrigas dentro de la corte hicieron caer al magister peditum Barbacio. Ursicino fue nombrado en su lugar y destinado a Occidente para hacerse cargo de la infantería pero durante su viaje los persas atacaron al Imperio y se le ordenó volver al frente oriental para dirigir la defensa romana desde Nísibis.
En 359 Sapor II se preparó para lanzar una ofensiva y los romanos, con base en la información que recibieron de sus espías, concluyeron en que atacaría en dirección sur hacia Antioquía. El rey persa, sin embargo, lo hizo en dirección norte y sitió Amida durante 73 días hasta que la capturó, destruyó y se llevó a la población superviviente como esclavos al retornar a Persia. Esta fue la primera pérdida de una ciudad romana durante la guerra que Constancio II mantuvo con los persas y el emperador ordenó una investigación sobre lo sucedido que provocó la destitución de Ursicino al que responsabilizaron de la derrota.
No se volvieron a tener noticias de Ursicinio a partir de entonces salvo que un hijo suyo, llamado Potencio, cayó en la batalla de Adrianópolis en 378. Se supone que se retiró a vivir en Antioquía donde tenía una casa.